# European Champions Tournament 1993-1994
L'ottavo European Champions Tournament fu giocato dal 21 al 24 aprile 1994 in Spagna, presso il Pabellon Joaquin Blume di Torrejón de Ardoz. Vi parteciparono sei formazioni rappresentanti Russia, Croazia, Spagna, Italia, Belgio e Ungheria. In questa edizione non fu giocato l'incontro per il terzo e quarto posto.

## Avvenimenti
Dopo l'impossibilità di disputare le edizioni 1992 e 1993, la manifestazione continentale ritornò ad essere giocata in Spagna, a casa della madrilena Marsanz Torrejón campione di Spagna in carica. La partecipazione degli ex campioni dell'Uspinjača e della forte formazione russa della Dina Mosca diede al torneo il lustro necessario per lanciarlo definitivamente a livello internazionale.
Il torneo vide dominare i padroni di casa che liquidarono facilmente Hasselt e Lorinc nel girone, per dare poi una severa lezione anche agli ex campioni croati dell'Uspinjaca.

## Prima fase

### Girone A
| Squadra       | Pti | PG | PV | PN | PP | GF | GS |
| ------------- | --- | -- | -- | -- | -- | -- | -- |
| 1. Uspinjača  | 6   | 2  | 2  | 0  | 0  | 11 | 8  |
| 2. Dina Mosca | 3   | 2  | 1  | 0  | 1  | 11 | 10 |
| 3. Torrino    | 0   | 2  | 0  | 0  | 2  | 4  | 8  |

| Torrejón de Ardoz 21 aprile 1994, ore --:-- CEST                                         | Uspinjača | 3 – 2 (1-0)                   | Torrino | Pabellon Joaquin Blume |
| Pavlic 11'09'’ Bičak 25'26'’ Z. Mavrović 39'40'’ Marcatori 25'49'’ G. Roma 27'56'’ Rubei |           |                               |         |                        |
|                                                                                          |           |                               |         |                        |
| Pavlic 11'09'’ Bičak 25'26'’ Z. Mavrović 39'40'’                                         | Marcatori | 25'49'’ G. Roma 27'56'’ Rubei |         |                        |

| Torrejón de Ardoz 22 aprile 1994, ore --:-- CEST                                                             | Dina Mosca | 5 – 2 (1-1)                     | Torrino | Pabellon Joaquin Blume |
| Erëmenko 1'22'’ , 26'55'’ , 38'56'’ Chujlov 27'50'’ Markin 37'20'’ Marcatori 7'48'’ Rubei 30'17'’ Colapietro |            |                                 |         |                        |
| |            |                                 |         |                        |
| Erëmenko 1'22'’, 26'55'’, 38'56'’ Chujlov 27'50'’ Markin 37'20'’                                             | Marcatori  | 7'48'’ Rubei 30'17'’ Colapietro |         |                        |

| Torrejón de Ardoz 23 aprile 1994, ore --:-- CEST | Dina Mosca | 6 – 8 (2-1)                                                                                      | Uspinjača | Pabellon Joaquin Blume |
| Markin 8'20'’ , 27'30'’ Chujlov 15'57'’ , 32'36'’ Erëmenko 28'07'’ , 39'25'’ Marcatori 11'30'’ , 23'17'’ , 36'00'’ , 37'56'’ Pavlic 29'40'’ , 36'30'’ , 39'43'’ M. Mavrović 32'59'’ Katovčić |            |                                                                                                  |           |                        |
| |            |                                                                                                  |           |                        |
| Markin 8'20'’, 27'30'’ Chujlov 15'57'’, 32'36'’ Erëmenko 28'07'’, 39'25'’ | Marcatori  | 11'30'’, 23'17'’, 36'00'’, 37'56'’ Pavlic 29'40'’, 36'30'’, 39'43'’ M. Mavrović 32'59'’ Katovčić |           |                        |

### Girone B
| Squadra             | Pti | PG | PV | PN | PP | GF | GS |
| ------------------- | --- | -- | -- | -- | -- | -- | -- |
| 1. Marsanz Torrejón | 6   | 2  | 2  | 0  | 0  | 12 | 3  |
| 2. Hasselt          | 3   | 2  | 1  | 0  | 1  | 5  | 7  |
| 3. Lőrinc           | 0   | 2  | 0  | 0  | 2  | 3  | 10 |

| Torrejón de Ardoz 21 aprile 1994, ore --:-- CEST                                                           | Lőrinc    | 2 – 6 (2-0)                                                     | Marsanz Torrejón | Pabellon Joaquin Blume |
| Tóth 27'50'’ Szintai 34'22'’ Marcatori 11'47'’ , 33'51'’ , 38'50'’ Celso 12'39'’ , 20'42'’ , 27'30'’ Almir |           |                                                                 |                  |                        |
| |           |                                                                 |                  |                        |
| Tóth 27'50'’ Szintai 34'22'’                                                                               | Marcatori | 11'47'’, 33'51'’, 38'50'’ Celso 12'39'’, 20'42'’, 27'30'’ Almir |                  |                        |

| Torrejón de Ardoz 22 aprile 1994, ore --:-- CEST                                   | Hasselt   | 4 – 1           | Lőrinc | Pabellon Joaquin Blume |
| Beyers 1'53'’ Merk 15'32'’ Sweron 38'28’ Demandt 38'53'’ Marcatori 22'33'’ Pribéli |           |                 |        |                        |
|                                                                                    |           |                 |        |                        |
| Beyers 1'53'’ Merk 15'32'’ Sweron 38'28’ Demandt 38'53'’                           | Marcatori | 22'33'’ Pribéli |        |                        |

| Torrejón de Ardoz 23 aprile 1994, ore --:-- CEST                                                   | Marsanz Torrejón | 6 – 1 (3-0)     | Hasselt | Pabellon Joaquin Blume |
| Almir 3'15'’ , 13'36'’ , 38'14'’ Limones 10'10'’ Oscar 25'15'’ , 29'46'’ Marcatori 31'05'’ Janssen |                  |                 |         |                        |
| |                  |                 |         |                        |
| Almir 3'15'’, 13'36'’, 38'14'’ Limones 10'10'’ Oscar 25'15'’, 29'46'’                              | Marcatori        | 31'05'’ Janssen |         |                        |

## Finale
| Arbitri: | Andrea Lastrucci Mario Pulvirenti |

| |           |                                                     |
| Celso 3'49'’, 19'46’, 31'12'’, 36'44'’ Miguelín ?’, 19'20'’ Oscar 16'33'’ Triguero 22'45'’ Almir 30'01'’, 32'40'’ Jorge 32'15'’ | Marcatori | 23'35'’ M. Mavrović 24'08'’ Popovski 39'07'’ Pintar |